# 만세

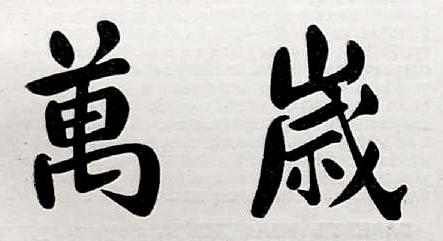
만세 한자 문양

만세(萬歲) 또는 롱 리브(영어: Long Live)는 축복하는 뜻으로 또는 승리를 기뻐하는 뜻으로, 두 손을 머리 위로 높이 들고 외치는 소리이다. 한자 문화권인 대한민국, 조선민주주의인민공화국, 베트남, 중국, 대만, 일본 등에서 사용되고 있다.

## 역사
원래는 황제를 찬양하는 호칭이나 좋은 일이 발생할 경우 그 일을 황제에게 영광을 돌리기 위해 만들어진 표현이다. 황제에게는 만세를 불렀으며 왕이나 공에게는 '천세'를 불렀다. 때문에 만세는 함부로 사용할 수가 없었으며 고려 시대에는 유금필이 처벌을 받은 적이 있는데 그 사유가 여진족들이 유금필 만세!라 부른 일 때문에 유금필이 반역을 할 가능성이 의심되어 처벌을 받은 것이다.
하지만 조선 말기에 이르러서 고종 임금이 국호를 조선에서 대한제국으로 바꾸면서 본인의 관직 역시 왕에서 황제로 격상시키자 이에 따라 조선의 군주에게도 만세를 부를 수 있게 되었다.

## 사진

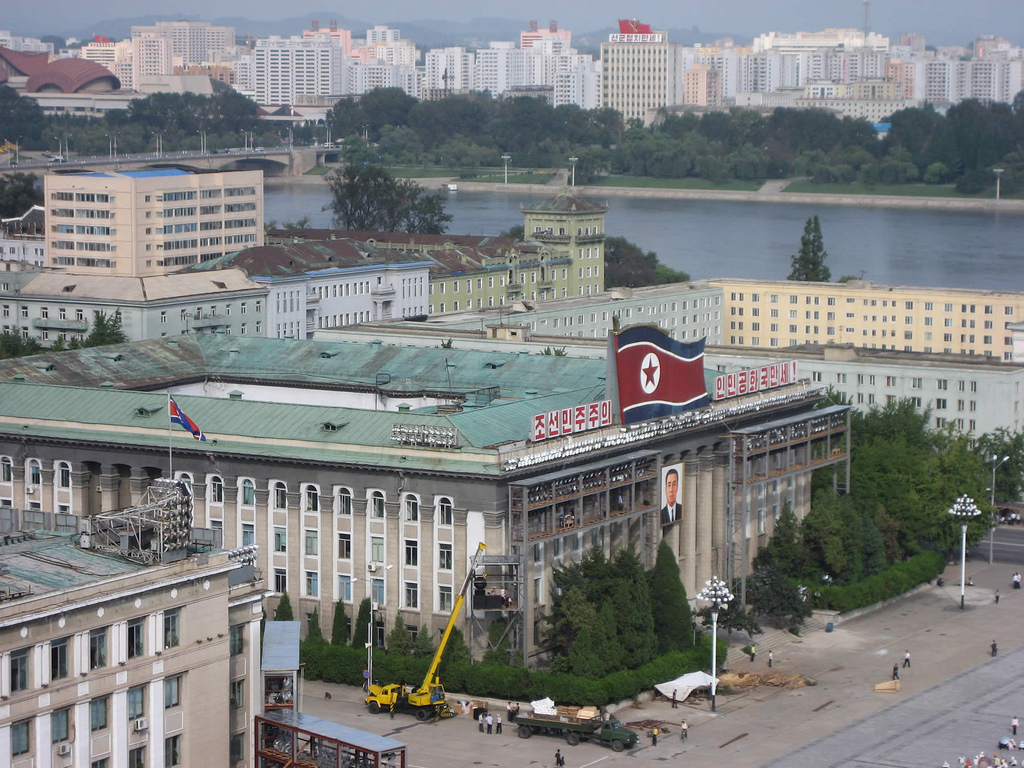
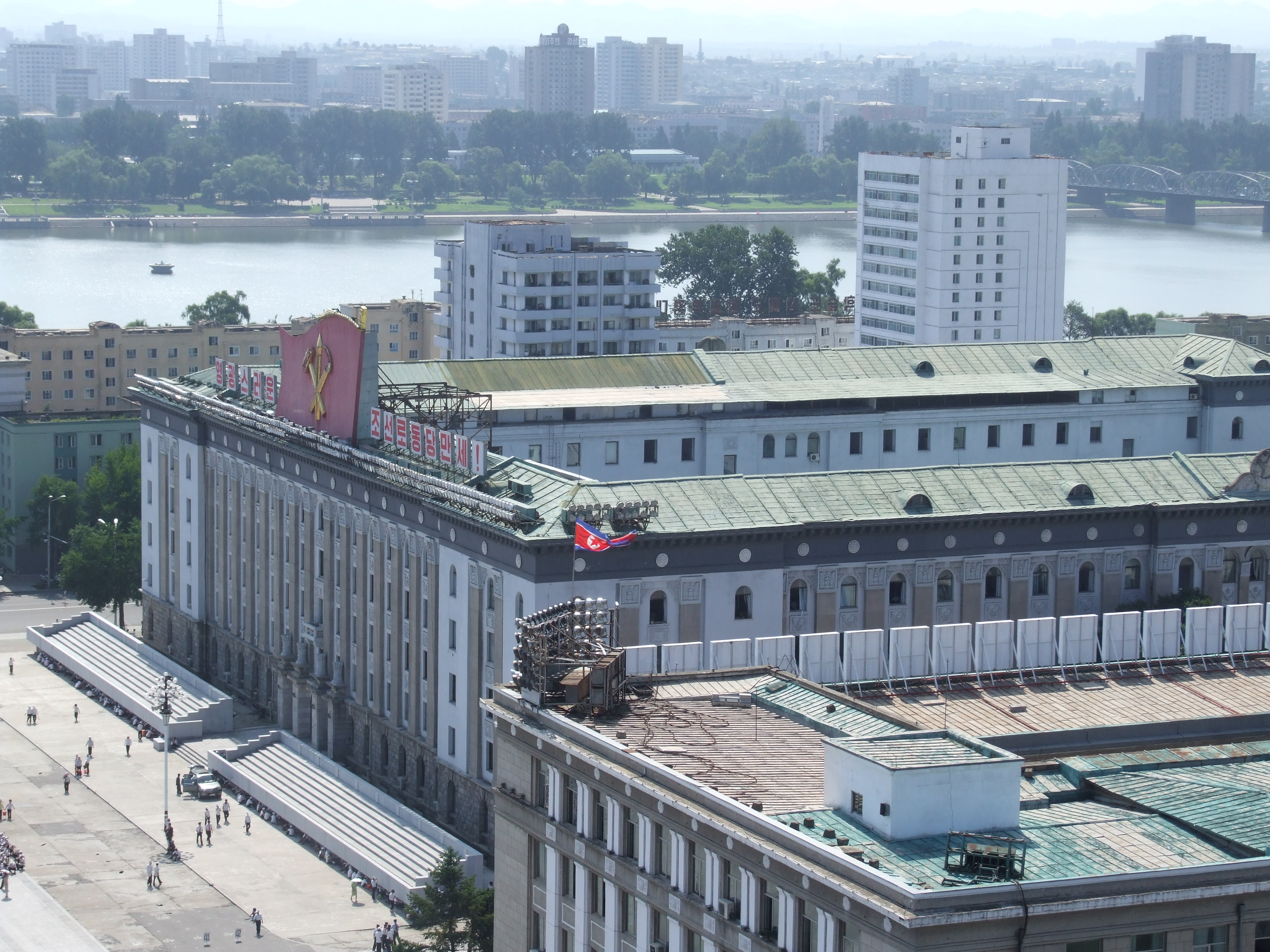

## 같이 보기
- 천세
- 반자이 (동음이의)
  - 반자이 돌격: '반자이'는 일본어로 '만세'라는 뜻이다.
- In saecula saeculorum
- 삼일절